# Gercourt-et-Drillancourt
Gercourt-et-Drillancourt is een gemeente in het Franse departement Meuse (regio Grand Est) en telt 133 inwoners (1999).
De gemeente maakt deel uit van het kanton Clermont-en-Argonne in het arrondissement Verdun. Tot 1 januari 2015 was het deel van het kanton Montfaucon-d'Argonne, dat op die dag werd opgeheven.

## Geografie
De oppervlakte van Gercourt-et-Drillancourt bedraagt 13,8 km², de bevolkingsdichtheid is 9,6 inwoners per km².
De onderstaande kaart toont de ligging van Gercourt-et-Drillancourt met de belangrijkste infrastructuur en aangrenzende gemeenten.

## Demografie
Onderstaande figuur toont het verloop van het inwonertal (bron: INSEE-tellingen).